# Alexander Schaepkens
Joannes Christianus Antonius Alexander ("Alexander" of "Alexandre") Schaepkens (Maastricht, 23 juni 1815 – aldaar, 1 september 1899) was een Nederlands-Belgisch kunstschilder, lithograaf, aquarellist, tekenaar, tekenleraar en amateur-historicus. Hij tekende, lithografeerde, etste en schilderde gebouwen en landschappen in Maastricht en omgeving, Nederlands- en Belgisch-Limburg en de provincie Luik. Ook schreef hij oudheidkundige verhandelingen over Maastrichtse en Limburgse onderwerpen. Alexander Schaepkens was een van de eerste chromolithografen in België. Zijn werk, en dat van zijn eveneens op het gebied van de beeldende kunsten actieve broers Théodore en Arnaud, heeft beperkte artistieke, maar grote documentaire waarde.

## Biografische schets
| |  |  |
| Twee versies van de achterzijde van het geboortehuis van Alexander Schaepkens in de Grote Staat. Links de ets in de collectie van het Rijksmuseum Amsterdam; rechts de zwaar beschadigde olieverfschildering in het Bonnefantenmuseum |  |  |

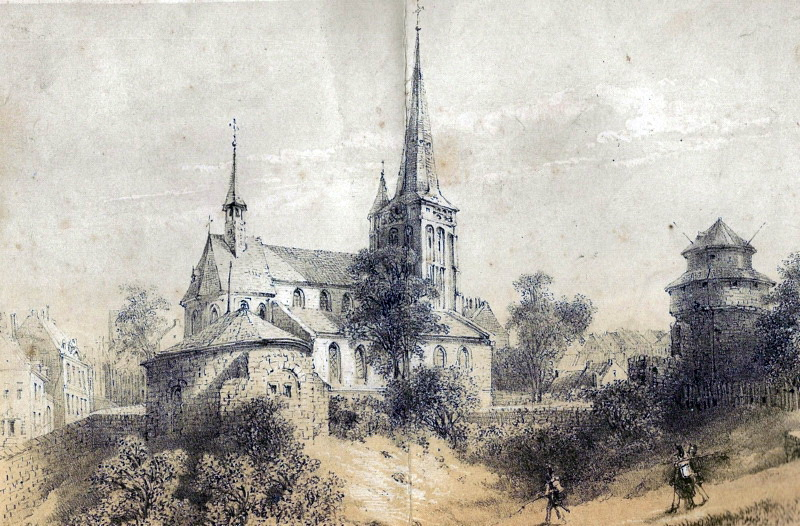
Gezicht op de oude Sint-Maartenskerk, de Sint-Maartenspoort en de Wycker Kruittoren. Rechtsonder enkele soldaten van het garnizoen met bepakking (collectie HCL)

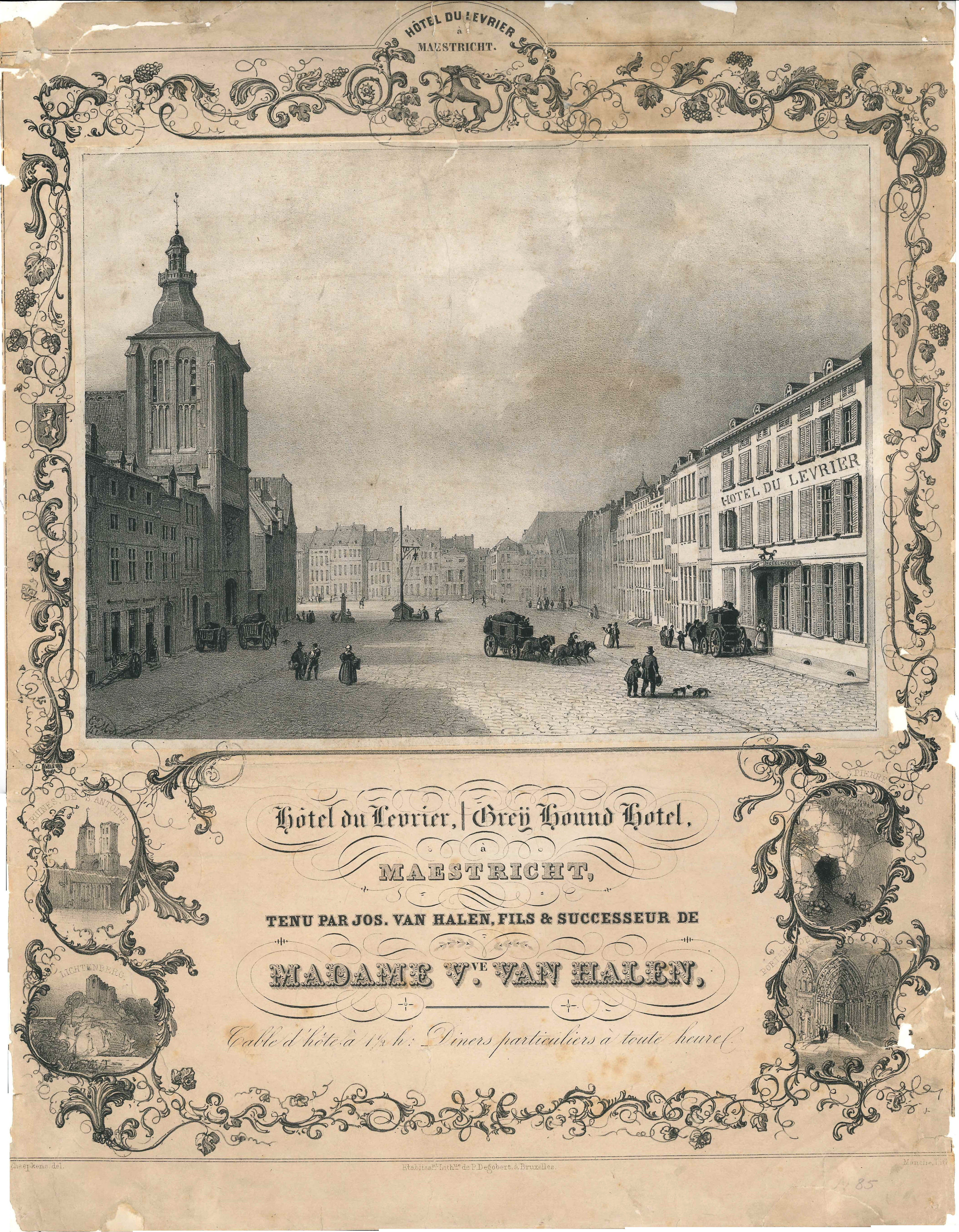
Reclameprent Hôtel du Lévrier met litho's van de Boschstraat, Antonietenkerk, ruïne Lichtenberg, ingang groeve Sint-Pietersberg en Bergportaal, 1840-1847 (collectie HCL)

Alexander Schaepkens kwam uit een redelijk welvarend middenstandsgezin in Maastricht. Hij was het zevende kind en de derde overlevende zoon van de in Born, toen het Hertogdom Gulik, geboren Joannes Arnoldus Schaepkens (1770-1849) en de Maastrichtse Marie Anne Rijckelen (1776-1846). Vader Schaepkens was slotenmaker en handelde in kachels en fornuizen. Het gezin woonde boven de winkel in de Grote Staat (destijds nr. 665; tegenwoordig nr. 23), in een huis dat in de twintigste eeuw sterk is verbouwd.
De kunstzinnig aangelegde broers Théodore, Alexander en Arnaud bezochten alle drie na de lagere school het Koninklijk Atheneum, destijds gevestigd in het oude Dominicanenklooster aan de Helmstraat. Daarnaast bezochten ze de in 1823 door de gemeente opgerichte Stadsteekenschool, gevestigd in de voormalige Augustijnenkerk en geleid door de kunstschilder Pierre Lipkens. In 1824 behoorden de negenjarige Alexander en zijn veertienjarige broer Théodore tot de prijswinnaars in de categorie tekenen naar gipsmodel. Vijf jaar later won Alexander opnieuw een medaille voor een tekening van het hoofd van Paris, eveneens naar gipsvoorbeeld.
Tijdens de Belgische Opstand studeerde Alexander van 1832 tot 1835, in navolging van zijn broer Théodore, aan de Koninklijke Academie voor Schone Kunsten in Antwerpen. Hij leerde er onder andere graveren van Erin Corr, de grondlegger van de 'grande gravure'. In 1834 - hij was inmiddels negentien jaar oud - zond hij voor het eerst een schilderij in naar de Antwerpse Salon, een stadsgezicht. Twee jaar later – hij was toen al naar Brussel verhuisd – deed hij hetzelfde bij de Salon van Brussel. Ook in Brussel volgde hij twee jaar lang lessen aan de Academie en kopieerde hij in musea oude meesters. In het najaar van 1837 deed hij hetzelfde in het Louvre in Parijs.
In 1843 behaalde Schaepkens aan de Koninklijke Akademie van Beeldende Kunsten in Amsterdam een Nederlandse onderwijsbevoegdheid. Van 1844 tot de opheffing in 1866/67 was hij directeur van zowel de Stadsteekenschool als de Boetseer-, graveer- en modelleerschool in zijn woonplaats Maastricht. Ook gaf hij privéonderricht. Een van zijn leerlingen was Victor de Stuers, de latere grondlegger van de Nederlandse monumentenzorg. Daarnaast schilderde en graveerde hij 'voor zichzelf', waarbij zijn heemkundige interesse leidend was.
Op 5 maart 1881 huwde Alexander Schaepkens (66) te Luik Catherine Marie de Lange (47), geboren te Surakarta op 13 augustus 1834. Beide echtgenoten waren op leeftijd en het huwelijk bleef kinderloos. Hij overleed in 1899 op 84-jarige leeftijd in Maastricht.

## Eerbewijzen
Alexander Schaepkens was ridder in de Orde van de Eikenkroon (1857), officier in de Orde van Nichan Iftikar (1865) en ridder in de Belgische Leopoldsorde (1865).

## Werk
Alexander Schaepkens tekende en schilderde vrijwel zijn hele leven gebouwen, stadsgezichten en landschappen in Maastricht en omgeving. Hij deed dat in de typisch negentiende-eeuwse romantische stijl. Schaepkens' artistieke voorbeeld was de Fransman Eugène Isabey. Door onder meer de veranderende smaak van het publiek, dat geleidelijk wende aan realisme en impressionisme in de schilderkunst, raakte zijn werk in vergetelheid. Veel van zijn topografische tekeningen en lithografieën worden echter sinds de jaren 1980 gebruikt ter illustrering van lokale uitgaven. Ook verschenen in die tijd drie mappen met herdrukken van zijn lithografieën, uitgegeven door de Gemeentelijke Archiefdienst Maastricht. 
Schaepkens was een van de eerste chromolithografen in België. In 1840, slechts drie jaar na de uitvinding van het kleurensteendrukprocedé, publiceerde hij bij de Brusselse uitgever Borremans et Mason zijn eerste album met 23 kleurenlithografieën: Vues dans le Limbourg aux bords de la Meuse. In 1852 verscheen het plaatwerk Rolduc et ses environs, dessinés d'après nature, et lithografiés par Alexandre Schaepkens, dat in 1857 een herdruk zag. Daarna volgden de folio-albums Anciens monuments d'architecture du onzième au treizième siècle dans le Limbourg (1855) met acht kleurenlitho's, en Monuments de Maestricht, aquarelles lithochromes (1857) met dertig kleurenlitho's, beide gedrukt door Simoneau & Toovey in Brussel. Het in 1872 verschenen Ancienne enceinte militaire de Maestricht, démolié en 1867-1869 bevatte twaalf eerder uitgegeven prenten van de afgebroken stadsmuur en stadspoorten. 
Naast schilderen en lithograferen legde Alexander Schaepkens zich toe op het maken van etsen. In 1858 publiceerde hij in eigen beheer een serie van elf kleine gezichten op de Sint-Pietersberg onder de titel Montagne St. Pierre, waarvan een herdruk verscheen in 1859. Ook locaties langs de Maas, waar hij eerder had getekend, zoals Exaten, Elsloo en Rothem, werden vereeuwigd als ets. In de jaren 1883 en 1889 verschenen bij Felix Callewaert te Brussel onder de titel Illustrations de la Principauté de Liège twee delen historische beschrijvingen van gebouwen en stadsgezichten in het Luikerland. De uitgave, die in totaal negen afleveringen telde, bevatte 125 etsen in kleur. De tekeningen en aquarellen die aan dit project ten grondslag lagen, zijn omstreeks 1892 aangekocht door koning Leopold II van België en geschonken aan de Koninklijke Bibliotheek van België te Brussel.

## Oudheidkundige
Naast zijn artistieke bezigheden werkte Alexander Schaepkens evenzeer als oudheidkundige, waarbij hij zich vooral interesseerde voor de geschiedenis en het behoud van monumentaal erfgoed. Hij publiceerde een groot aantal artikelen in Belgische en Nederlandse tijdschriften. In 1847 verscheen een artikel in de Revue de Bruxelles, waarin hij pleitte voor het behoud van middeleeuwse bouwwerken in België. Mogelijk had dit artikel een positieve invloed op het werk van de in 1835 opgerichte Commission Royale des Monuments, die in 1861 – ruim voor Nederland – een eerste inventarisatie van Belgisch erfgoed publiceerde. Vanaf 1854 was hij lid van de hernieuwde, in 1849 opgerichte, maar in staking gegane eerste Maastrichtse monumentencommissie, die in 1857 kwam met een eerste, schamele lijst van gemeentelijk erfgoed. Van 1863 tot 1866 was hij medeoprichter en eerste voorzitter van de Société historique et archéologique dans le duché de Limbourg, later LGOG genoemd, alsmede redacteur van het jaarboek van het genootschap, de Publications de la Société historique et archéologique dans le duché de Limbourg. Zijn inzichten ten aanzien van het behoud van monumentaal erfgoed heeft hij met zekerheid overgedragen op Victor de Stuers, zijn leerling aan de Stadsteekenschool te Maastricht.

## Nalatenschap, collecties
De artistieke nalatenschap van Alexander is verdeeld over verschillende nationale en particuliere collecties in binnen- en buitenland. Hij correspondeerde hierover tot in Warschau en Wenen. 
Enkele tientallen olieverfschilderijen zijn nu eigendom van Limburgs Geschied- en Oudheidkundig Genootschap (LGOG) en bevinden zich, merendeels in slechte tot zeer slechte staat, in het depot van het Bonnefantenmuseum in Maastricht. Enkele doeken werden gerestaureerd en maakten deel uit van een expositie ter gelegenheid van het 150-jarig bestaan van LGOG in 2013. Enkele andere schilderijen zijn eigendom van de Gemeente Maastricht.

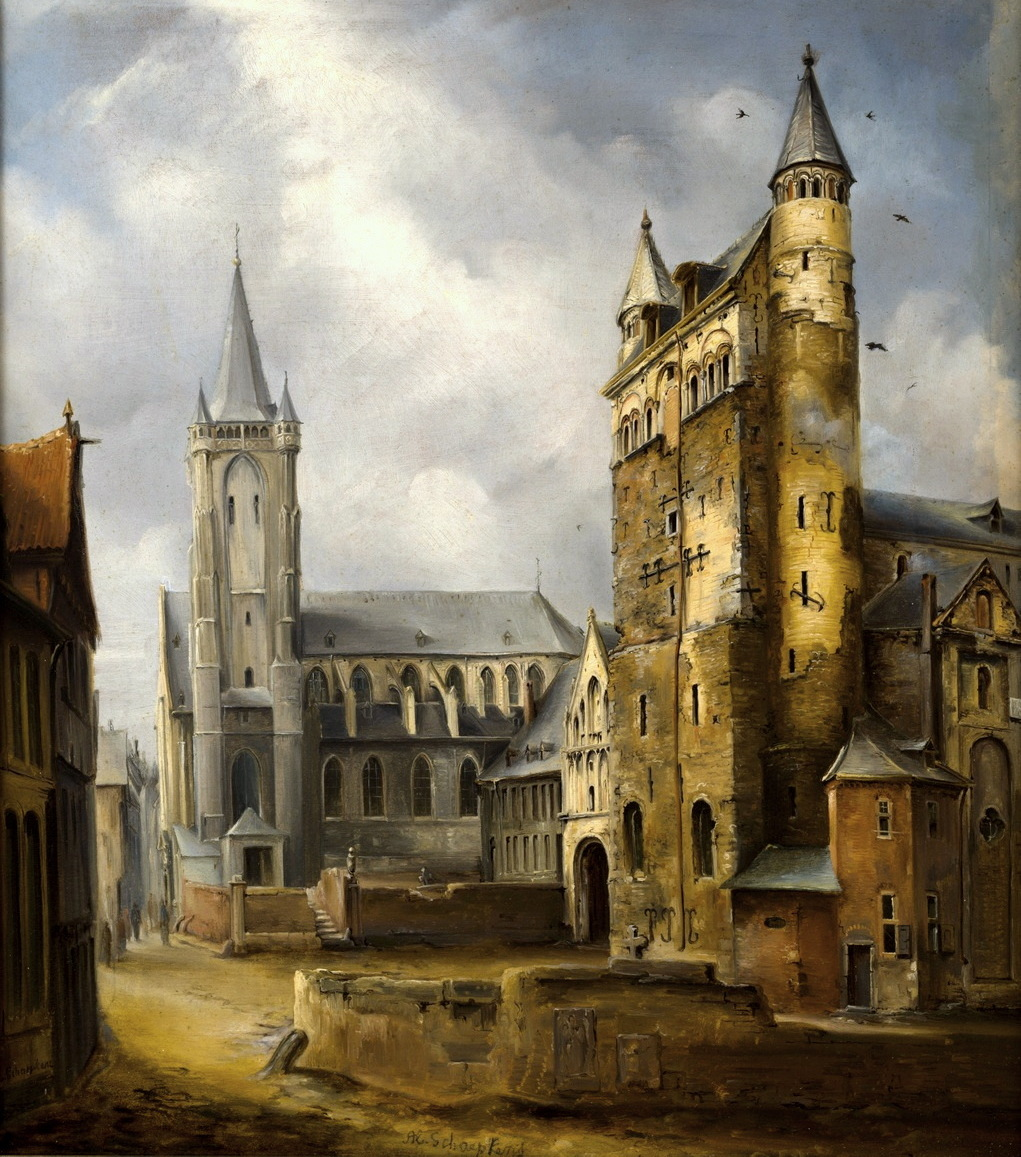
Sint-Nicolaaskerk en Onze-Lieve-Vrouwekerk, olieverf, vóór 1837
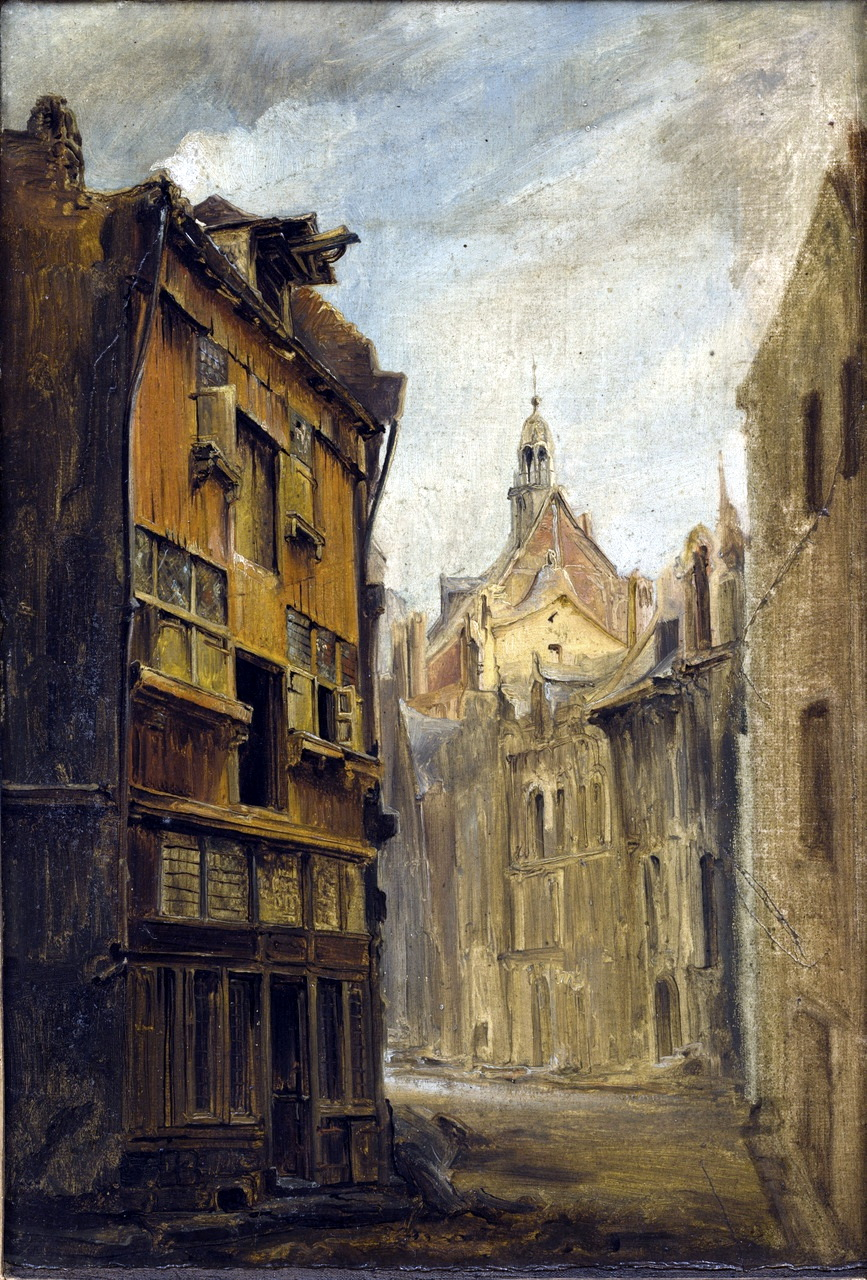
Kersenmarkt met laatste houten huis, olieverf, vóór 1838
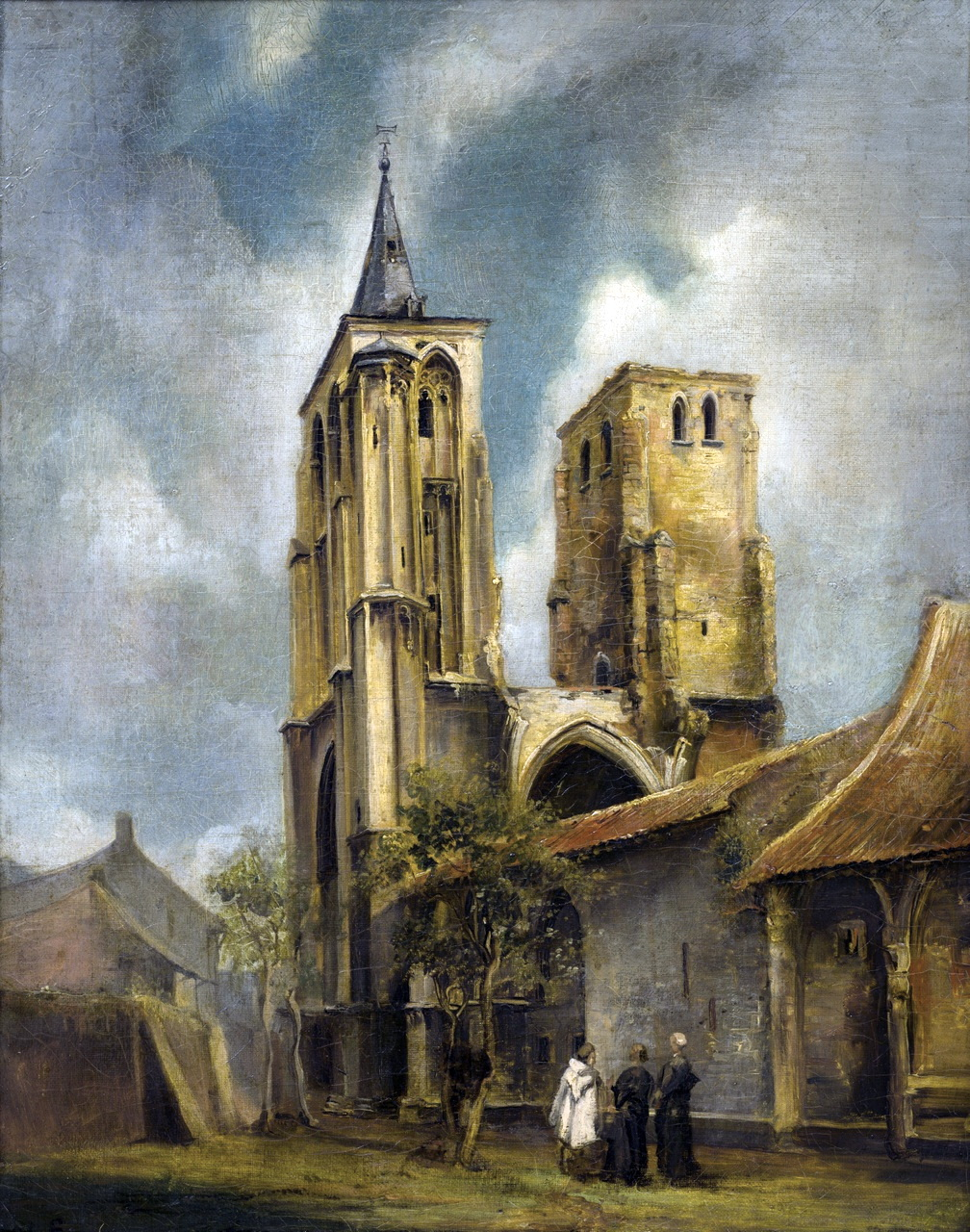
Ruïne van de Antonietenkerk, olieverf, vóór de sloop in 1848
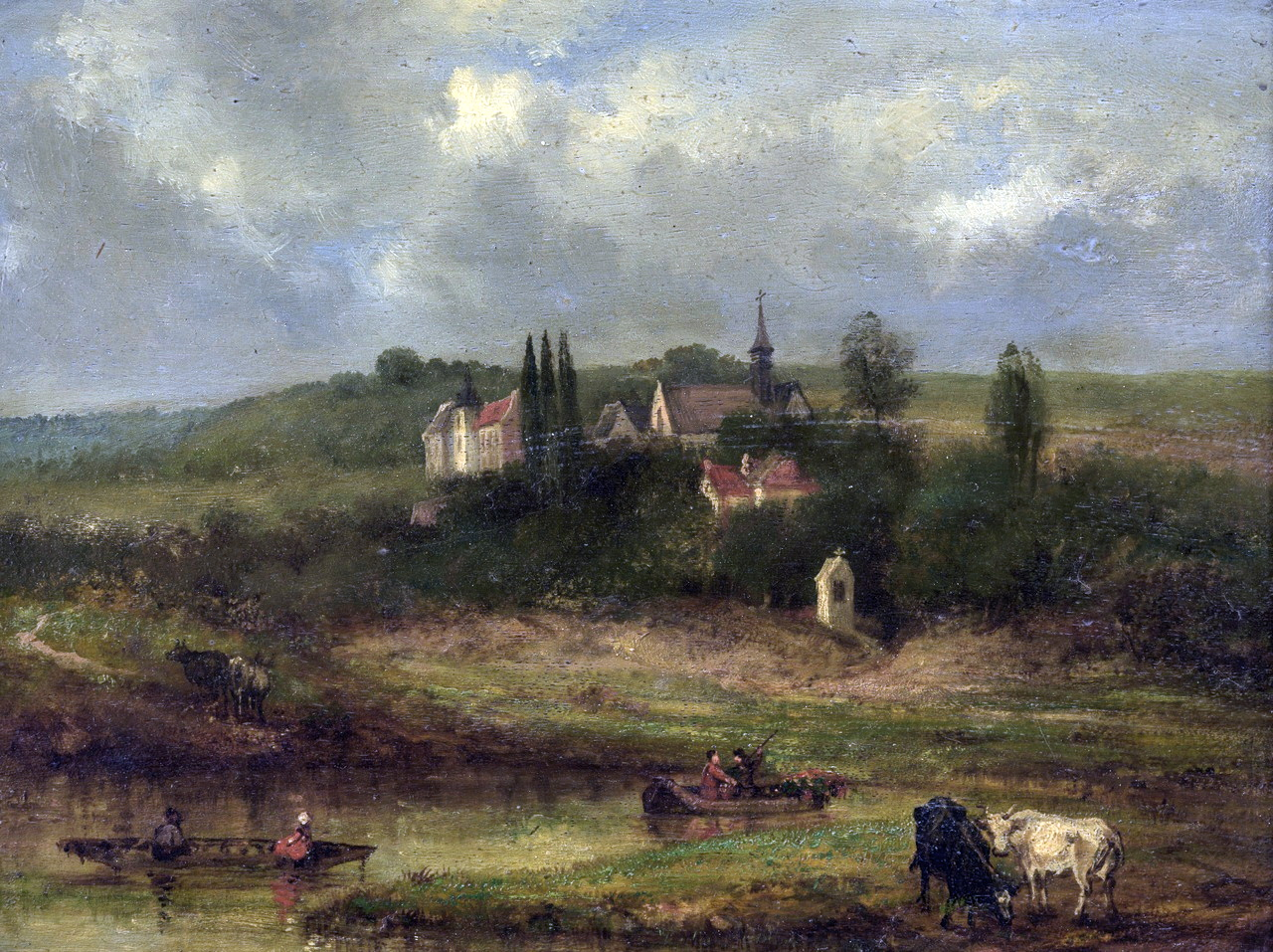
De Varkensweerd en de dorpskerk van Sint Pieter voor de afbraak vanwege de aanleg van het Kanaal Luik-Maastricht, olieverf, ca. 1845.

De meeste tekeningen, litho's en etsen van Alexander Schaepkens bevinden zich in de collectie van het Regionaal Historisch Centrum Limburg in Maastricht. Daaronder bevindt zich een exemplaar van het boek Maestricht-Forteresse la ville, ses environs et la montagne Saint Pierre uit 1893, met etsen van Alexander Schaepkens. Het Rijksmuseum te Amsterdam bezit eveneens een groot aantal prenten en tekeningen van Alexander en zijn broers Théodore en Arnaud. Een viertal rijk geïllustreerde albums behoren tot de Collectie Schillings, sinds 2019 ondergebracht in het Limburgs Museum in Venlo. De Universiteit van Luik en de Koninklijke Bibliotheek van België te Brussel bezitten eveneens veel werk van Schaepkens. Reproducties van zijn werk illustreren regelmatig historische uitgaven over Maastricht.

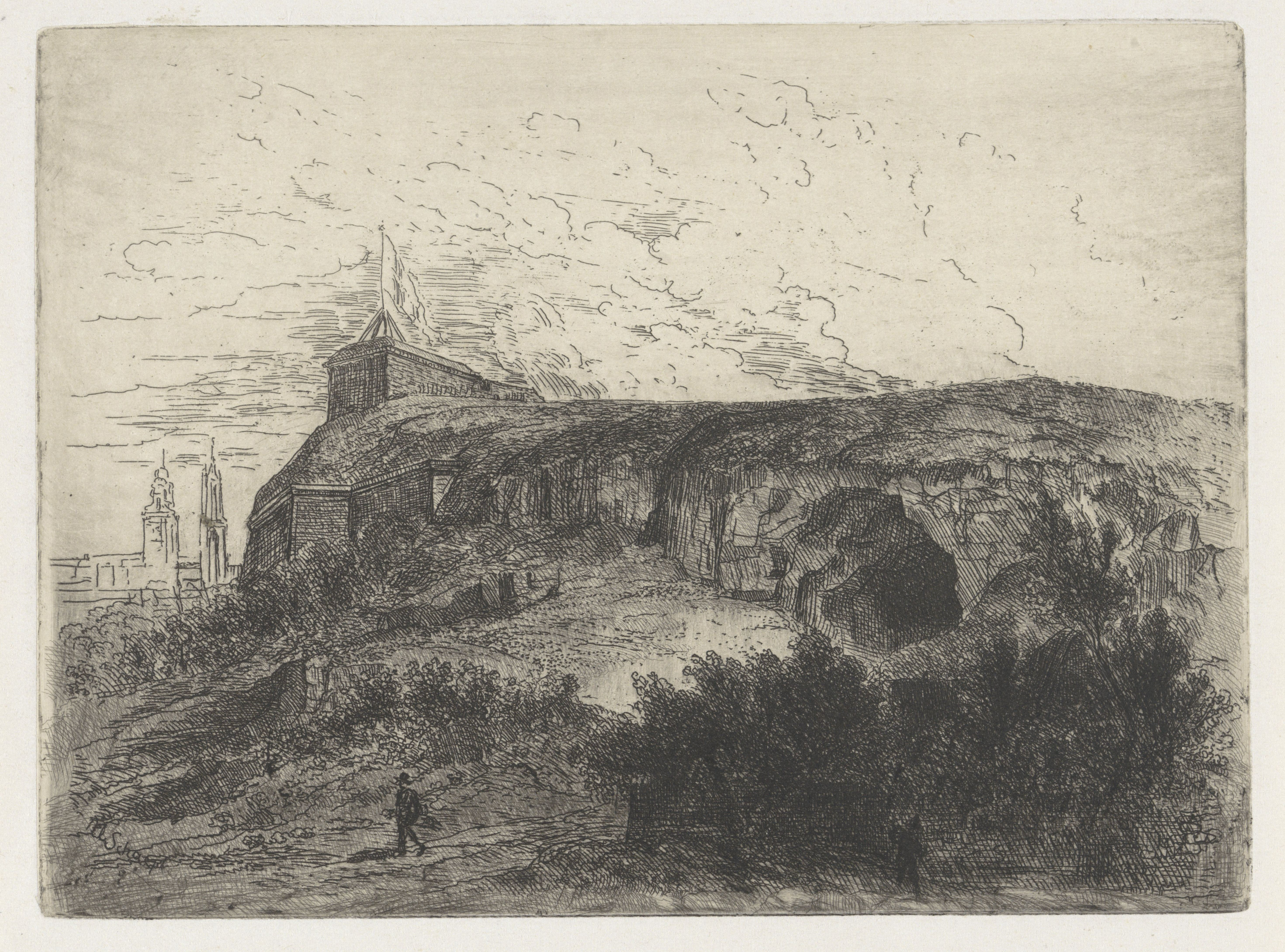
Fort Sint Pieter en La Grande Entrée, ets uit de serie Montagne St. Pierre, 1858
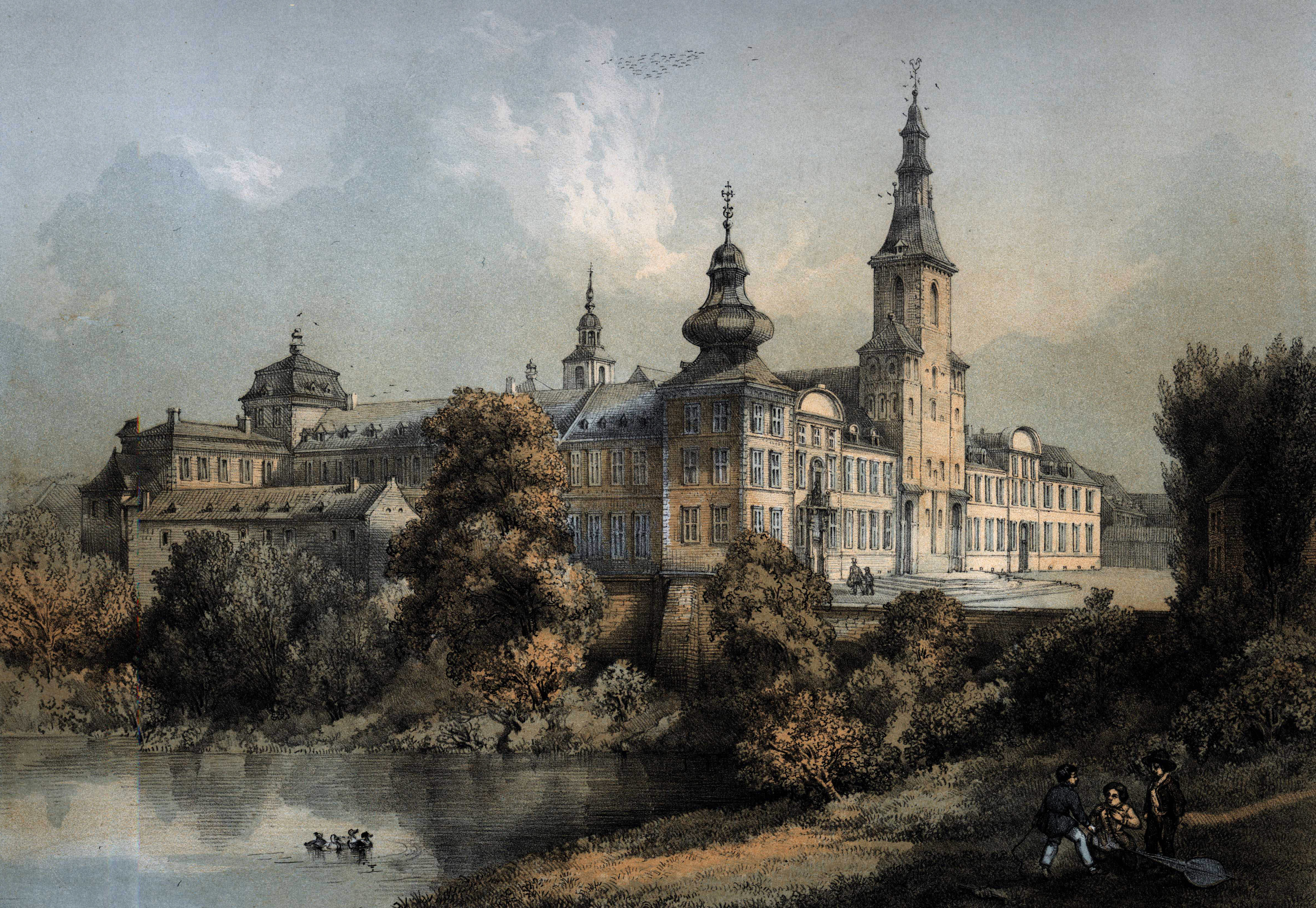
Zicht op de Abdij Rolduc, in: Rolduc et ses environs, kleurenlitho, 1852
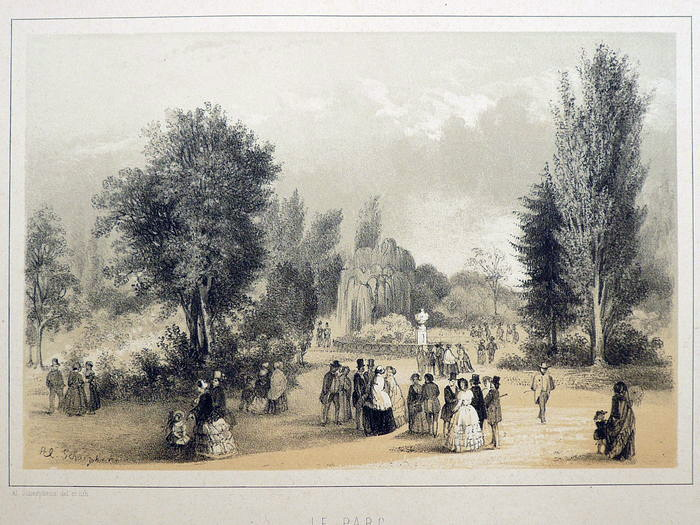
Flaneren in het Stadspark, kleurenlitho, 1857
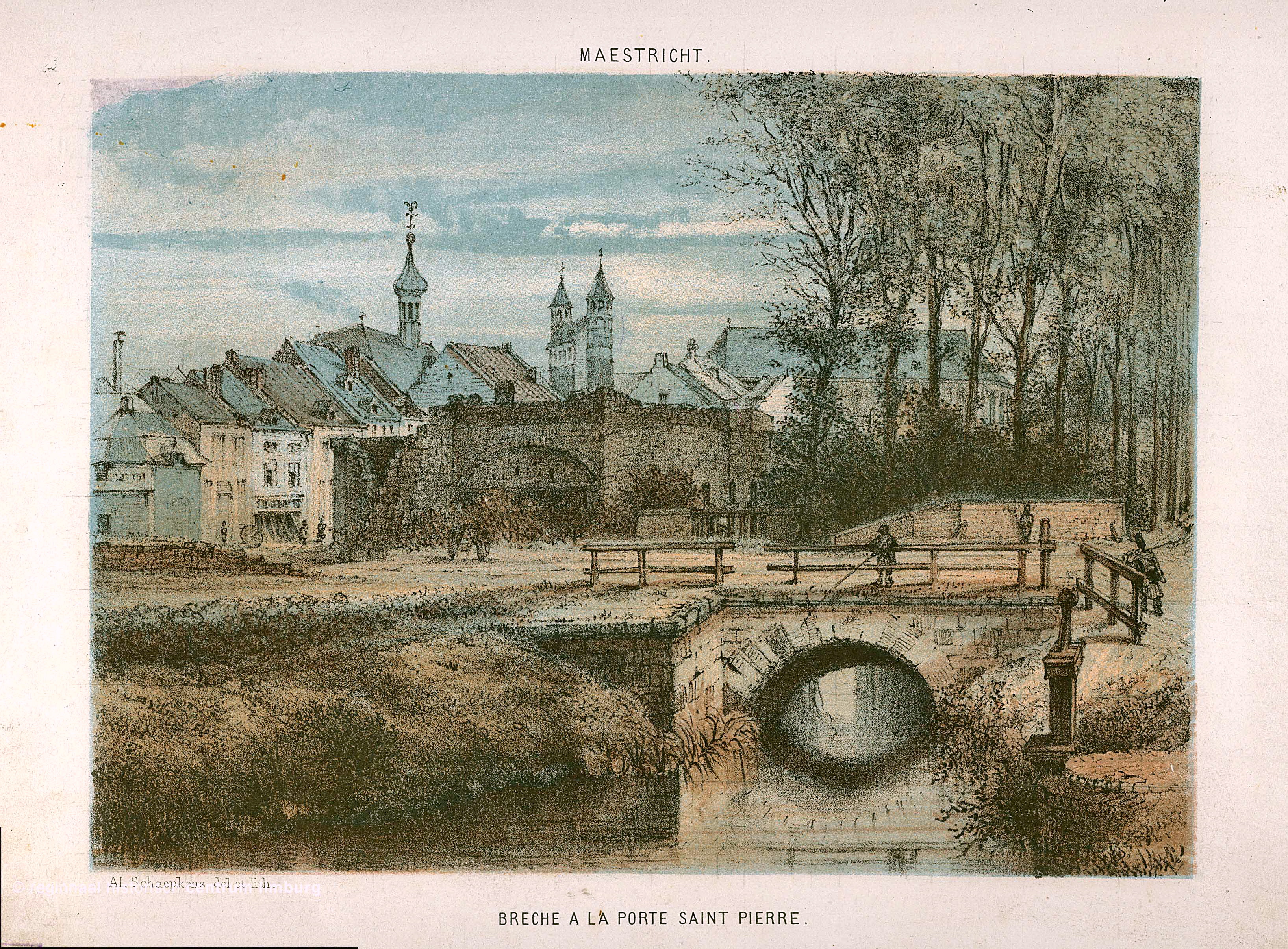
Jeker en half gesloopte Sint-Pieterspoort, kleurenlitho, ca. 1868

Zijn vele historische en kunsthistorische publicaties verschenen - evenals die van zijn broer Arnaud - in gerenommeerde Belgische en Nederlandse tijdschriften. Ze werden merendeels in het Frans geschreven en zijn daarom in het Nederlandse taalgebied nauwelijks meer bekend. Ze zijn echter een nader onderzoek zeker waard.